# Il banchetto dei corvi
Il banchetto dei corvi (A Feast for Crows) è un romanzo fantasy del 2005 dello scrittore statunitense George R. R. Martin. Esso costituisce il quarto capitolo della saga delle Cronache del ghiaccio e del fuoco, preceduto da Tempesta di spade e seguito da Una danza con i draghi. Consiste in un prologo e 45 capitoli. 
La storia prosegue gli avvenimenti del volume precedente ma riguarda solo una parte dei personaggi e delle ambientazioni della saga, concentrandosi in particolare su Westeros, le Isole di Ferro, Dorne, Approdo di Re e le Terre dei Fiumi; le rimanenti linee narrative sono riprese in Una danza con i draghi che si svolge parallelamente agli eventi de Il banchetto dei corvi e nella seconda parte, ne prosegue alcune trame.
È stato pubblicato in lingua italiana da Mondadori, per la prima volta suddiviso in due volumi, Il dominio della regina del 2006 (contiene il prologo e i primi 23 capitoli) e L'ombra della profezia del 2007 (contiene gli ultimi 22 capitoli); in seguito è stato ripubblicato in volume unico col titolo Il banchetto dei corvi (2010), Il trono di spade 4 - Il dominio della regina, L'ombra della profezia (2014) e Il trono di spade. Libro quarto delle Cronache del ghiaccio e del fuoco (2014); nel 2019 il libro è stato nuovamente editato col titolo Il Trono di Spade. Un banchetto per i corvi.
Il banchetto dei corvi è stato il primo romanzo della serie a debuttare al primo posto nella The New York Times Best Seller list, un traguardo per uno scrittore fantasy precedentemente raggiunto solo da Robert Jordan e Neil Gaiman. Nel 2006 fu candidato al Premio Locus, al Premio Hugo e al British Fantasy Award. È stato adattato nel 2015 insieme ad Una danza con i draghi nella quinta stagione della serie televisiva Il Trono di Spade, anche se elementi del racconto erano già apparsi precedentemente nella quarta stagione.

## Storia editoriale

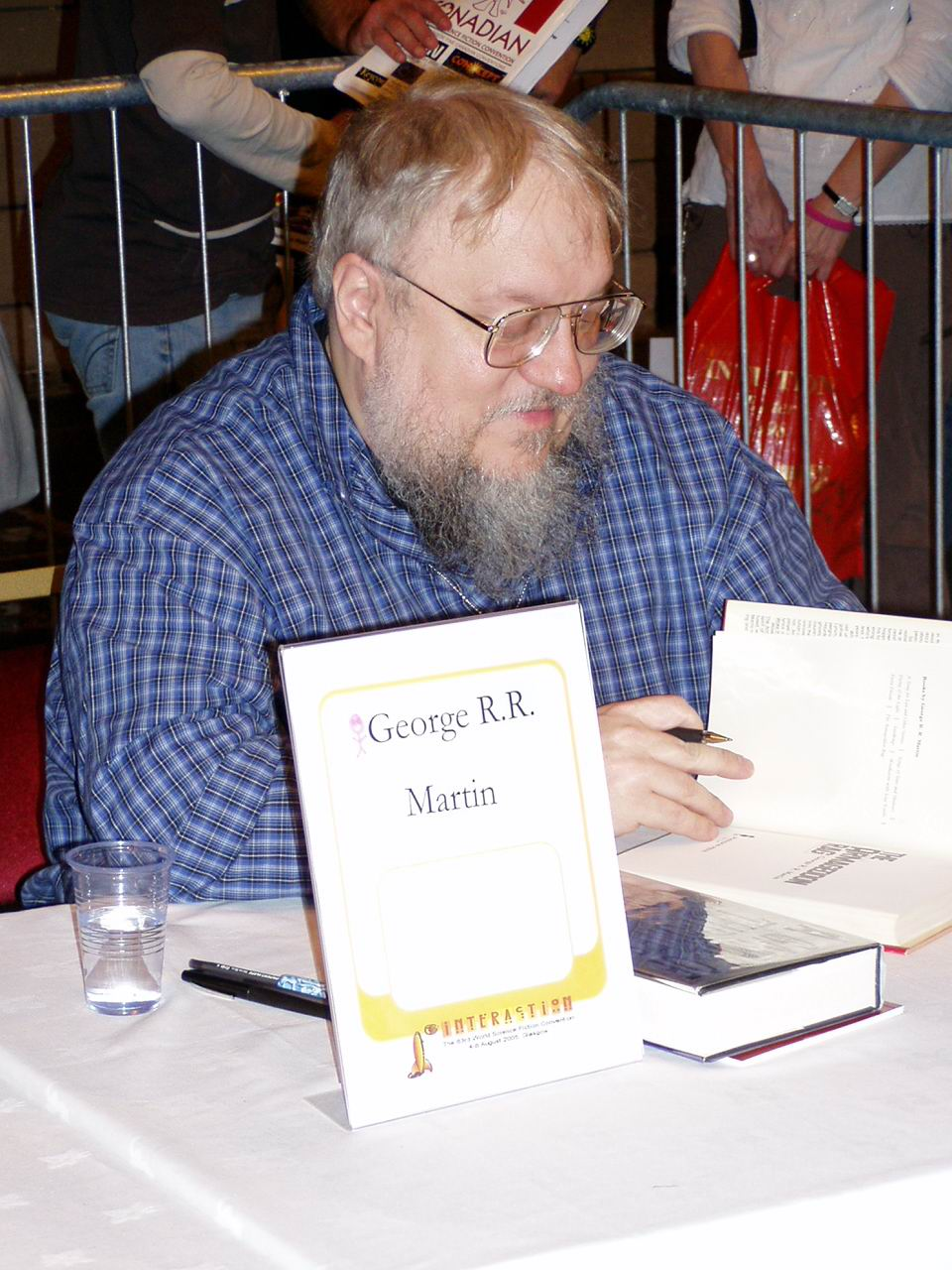
L'autore George R. R. Martin nel 2005

Dopo aver consegnato Tempesta di spade nel 2000, Martin aveva in mente di concludere le Cronache del ghiaccio e del fuoco in altri tre romanzi. Il quarto volume, intitolato provvisoriamente Una danza con i draghi, avrebbe raccontato del ritorno di Daenerys a Westeros e dei conflitti da esso causati e sarebbe stato ambientato cinque anni dopo gli eventi de Tempesta di spade, in modo che i personaggi più giovani e i draghi fossero cresciuti. Convenendo con il suo editore che il nuovo romanzo avrebbe dovuto essere più breve di Tempesta di spade, Martin si predispone per renderlo più simile in lunghezza a Lo scontro dei re.
Nel 2001 l'autore stimava di poter finire il manoscritto entro l'ultimo trimestre del 2002, tuttavia il salto di cinque anni non sembrò funzionare per tutti i personaggi: da un lato Martin non era soddisfatto nel raccontare gli eventi incorsi nel frattempo solo attraverso flashback, dall'altro sarebbe apparso improbabile che non fosse accaduto nulla per tutto questo lasso di tempo. Dopo aver lavorato alla sua idea iniziale per un anno, Martin decise di abbandonare l'idea del salto temporale e di collocare un volume supplementare, intitolato Il banchetto dei corvi, subito dopo gli eventi di Tempesta di spade, portando quindi il computo totale della serie a sette. Le 250 pagine di prologo già scritte vennero riassemblate come capitoli di nuovi personaggi POV di Dorne e delle Isole di Ferro, mentre l'espansione della storia portò alla creazione di nuove linee narrative e rese più complesso l'intreccio.
Nel maggio 2005 il manoscritto del romanzo raggiunse quota 1527 pagine, finendo per superare in lunghezza quello di Tempesta di spade e nonostante Martin non abbia ancora iniziato a scrivere le storie di tutti i personaggi. Egli è tuttavia riluttante ad effettuare i tagli necessari a portare il libro ad una lunghezza accettabile per la pubblicazione, perché ciò avrebbe compromesso la storia che aveva in mente, e non approvò neanche la proposta del suo editore di dividere il romanzo cronologicamente in due volumi: Il banchetto dei corvi parte uno e parte due. Dal momento che i personaggi principali della saga sarebbero stati sparsi per il mondo, un amico gli suggerì allora di dividere la storia geograficamente in due parti e Martin adottò questo approccio, che gli diede modo di completare gli archi narrativi dei singoli personaggi così come li aveva pensati in origine:
Martin spostò quindi al quinto volume, Una danza con i draghi, le storie ambientate nel nord di Westeros e nel continente orientale, appena abbozzate, e dedicò Il banchetto dei corvi al racconto degli eventi dei Sette Regni. Il romanzo venne infine pubblicato negli Stati Uniti nel novembre 2005.

## Trama
La guerra dei Cinque Re volge al termine con la vittoria della Casa Lannister, che ha insediato sul trono il giovane Tommen Baratheon; dei cinque contendenti che si sono dichiarati sovrani o hanno rivendicato il Trono di spade solo Stannis Baratheon è ancora in vita e ha scelto di proteggere la Barriera alla testa delle sue esigue forze. Dopo la misteriosa morte di Balon Greyjoy, alle Isole di Ferro si è aperto uno scontro per la successione al Trono del Mare tra la figlia di Balon, Asha, e i fratelli minori del defunto re: Victarion, comandante della flotta, ed Euron, detto "Occhio di Corvo", tornato nelle isole dopo un esilio di tre anni. Arbitro della successione è il profeta del Dio Abissale Aeron Greyjoy, il quale, per dirimere la questione, indice un'"Acclamazione di Re" da cui esce trionfatore Euron, capace di convincere tutti mostrando loro un misterioso artefatto rinvenuto nei suoi lunghi viaggi che hanno toccato anche l'antica Valyria: un leggendario corno il cui suono, pare, sia capace di uccidere i draghi di Daenerys. Contrariata, Asha lascia le isole con il suo equipaggio per recarsi al Nord. Con la promessa di annettere l'intera Westeros ai domini del loro regno, gli Uomini di Ferro riprendono gli assalti rivolgendosi questa volta verso L'Altopiano della Casa Tyrell. Euron invia inoltre Victarion a prendere contatti con Daenerys Targaryen e ottenere così i suoi draghi, missione che il fratello minore accetta con l'intento di appropriarsi della donna e dei draghi esclusivamente per sé.
A Dorne, il cauto principe Doran Martell, ha difficoltà a tenere a freno il Paese, la cui popolazione, spronata dalle figlie bastarde di Oberyn desiderose di vendetta per la morte del padre, chiede di dichiarare guerra ai Lannister. Il Principe fa quindi rinchiudere le ragazze per prevenire che queste facciano qualcosa di troppo precipitoso, e conferma la sua lealtà verso la capitale. Sua figlia Arianne Martell tenta segretamente di far incoronare la sorella di Tommen, Myrcella Baratheon, regina dei Sette Regni, facendo leva sulla clausola dorniana della successione per anzianità indipendentemente dal sesso. Il padre tuttavia viene informato del suo piano e la fa catturare e imprigionare; nello scontro che ne segue, Myrcella viene ferita al volto e il cavaliere della guardia reale al suo seguito perde la vita. Di fronte alle accuse della figlia che lo taccia di viltà, Doran rivela che ha da tempo ordito un suo piano personale per vendicarsi dei Lannister e che ha inviato suo figlio Quentyn a est per portare a termine una missione della massima importanza.
Nella capitale, intanto, la regina madre Cersei Lannister cerca di accentrare il potere nelle proprie mani circondandosi di soggetti leali, nominando Primo Cavaliere l'arrendevole Harys Swyft e riempiendo i posti vacanti nel Concilio Ristretto con i suoi lacchè, tra cui l'ex-maestro della Cittadella Qyburn. Il suo comportamento dispotico la isola progressivamente dagli unici alleati competenti: il fratello Jaime e lo zio Kevan, che vengono allontanati dalla corte. Nel tentativo di alleviare i debiti della corona (le miniere d'oro dei Lannister sono ormai vuote) e guadagnarsi protezione dai nemici, Cersei permette al nuovo Alto Septon, noto come Alto Passero, di ripristinare il Credo Militante, un ordine religioso-militare. I Tyrell, e in particolare la giovane regina Margaery (di cui Cersei ha sempre diffidato), rappresentano l'ultimo ostacolo tra la regina madre e il potere assoluto. Cersei invia Loras Tyrell a guidare l'assalto alla fortezza di Roccia del Drago, in cui il giovane cavaliere viene gravemente ferito, ed elabora un piano per accusare Margaery di tradire il suo giovane marito Tommen, con l'appoggio di alcuni testimoni corrotti. Il suo stratagemma si ripercuote tuttavia su di lei quando l'Alto Passero l'accusa a sua volta di adulterio e di fornicazione e le fa rinchiudere entrambe in attesa di giudizio. Disperata, Cersei invia una lettera a Jaime supplicandolo di venire ad aiutarla. Il regno è intanto amministrato dal consiglio reale, che elegge Kevan reggente.
Da parte sua, Jaime ha inviato Brienne di Tarth a cercare Sansa Stark, prima di essere incaricato a sua volta da Cersei di occuparsi dell'assedio di Delta delle Acque causato da Brynden, unico Tully fuggito dalle Nozze Rosse. Negoziando con Edmure Tully, lo Sterminatore di Re ottiene la capitolazione della roccaforte senza spargimenti di sangue; tuttavia Brynden Tully riesce a fuggire. Ricevuta la richiesta di aiuto da parte di Cersei, Jaime decide di ignorarla.
Brienne attraversa Westeros in compagnia di Podrick Payne alla ricerca della figlia di Catelyn, disponendo però di pochissimi indizi per sperare di trovarla in un continente così vasto. I due finiscono per essere catturati dalla Fratellanza Senza Vessilli, ora guidata da Lady Stoneheart (il nome assunto da Catelyn Stark dopo essere stata riportata in vita da Beric Dondarrion). Catelyn offre a Brienne di risparmiarle la vita se quest’ultima accettasse di uccidere Jaime, ma Brienne rifiuta e viene dato l'ordine di impiccarla; nell'istante in cui il nodo scorsoio si chiude attorno al suo collo, la donna accetta l'incarico pronunciando un'ultima parola.
Ditocorto assume la reggenza della Valle di Arryn ma deve fronteggiare l'ostilità dei suoi vassalli; riesce tuttavia, grazie alla sua grande abilità diplomatica, a strappare un anno di tempo di prova nel quale spera di consolidare il suo potere. Egli rivela inoltre a Sansa l'intenzione di prometterla in sposa a Harry Hardyng, in quanto egli è per diritto acquisito l'erede della Valle, così che la ragazza possa riottenere il suo status.
Arya è giunta intanto nella città libera di Braavos e trova rifugio nella Casa del Bianco e del Nero, un tempio dove viene venerato il Dio dai Mille Volti e dove vengono addestrati gli assassini conosciuti come Uomini senza faccia che usano poteri magici di mimetismo. Qui la ragazza inizia a ricevere il loro insegnamento per diventare un'adepta e lasciarsi dietro ogni ricordo della sua vecchia identità. Quando una sera confessa di aver ucciso un disertore dei Guardiani della notte, il suo mentore per punizione la priva della vista.
Jon Snow invia il suo amico Samwell Tarly a Città Vecchia affinché diventi un Maestro e succeda all'ormai anziano Aemon. In sua compagnia viaggiano Gilly, la giovane bruta che l'ha seguito dal castello di Craster, insieme a suo figlio neonato e allo stesso Aemon. Durante il lungo viaggio per nave che li dovrà condurre nell'estremo sud del continente, l'anziano Maestro si ammala e il gruppo è costretto a fare scalo a Braavos, dove apprendono le voci sul conto di Daenerys Targaryen e dei suoi draghi. Aemon incarica Sam di far giungere la notizia alla cittadella e muore poco dopo. Giunto a Città Vecchia, Sam confida tutto ciò che sa all'arcimaestro Marwyn, il quale decide di recarsi immediatamente da Daenerys e gli consiglia di non raccontare a nessuno nulla in proposito.

## Personaggi POV
Ogni capitolo della saga narra la storia in terza persona vissuta dal punto di vista (point of view) di un personaggio, protagonista di quel capitolo.
Ne Il banchetto dei corvi vi sono dodici personaggi POV:
- Pate, un aspirante maestro della cittadella (prologo);
- Aeron Greyjoy, detto "Capelli bagnati", il minore dei fratelli di lord Balon, profeta e sacerdote del Dio Abissale (2 capitoli);
- Areo Hotah, della città libera di Norvos comandante delle guardie del principe Doran Martell ai Giardini dell'Acqua (1 capitolo);
- Cersei Lannister, regina madre, sorella gemella di Jaime, vedova di re Robert Baratheon e madre di Joffrey, Myrcella e Tommen (10 capitoli);
- Brienne di Tarth, figlia del signore di Tarth (8 capitoli);
- Samwell Tarly, attendente dei Guardiani della notte, figlio di lord Randyll Tarly di Collina del Corno (5 capitoli);
- Arya Stark, figlia minore di lord Eddard e Catelyn Tully (3 capitoli);
- Jaime Lannister, detto lo "Sterminatore di Re", fratello gemello di Cersei e figlio di lord Tywin Lannister, comandante della Guardia reale (7 capitoli);
- Sansa Stark, figlia maggiore di Eddard e Catelyn Stark (3 capitoli);
- Asha Greyjoy, primogenita e unica figlia femmina di lord Balon (1 capitolo);
- Arys Oakheart, cavaliere della Guardia reale con la principessa Myrcella a Dorne (1 capitolo);
- Victarion Greyjoy, lord comandante della Flotta del Ferro, fratello minore di Balon ed Euron (2 capitoli);
- Arianne Martell, figlia maggiore di Doran e Mellario, l'erede di Lancia del Sole e del principato di Dorne (2 capitoli).

## Accoglienza

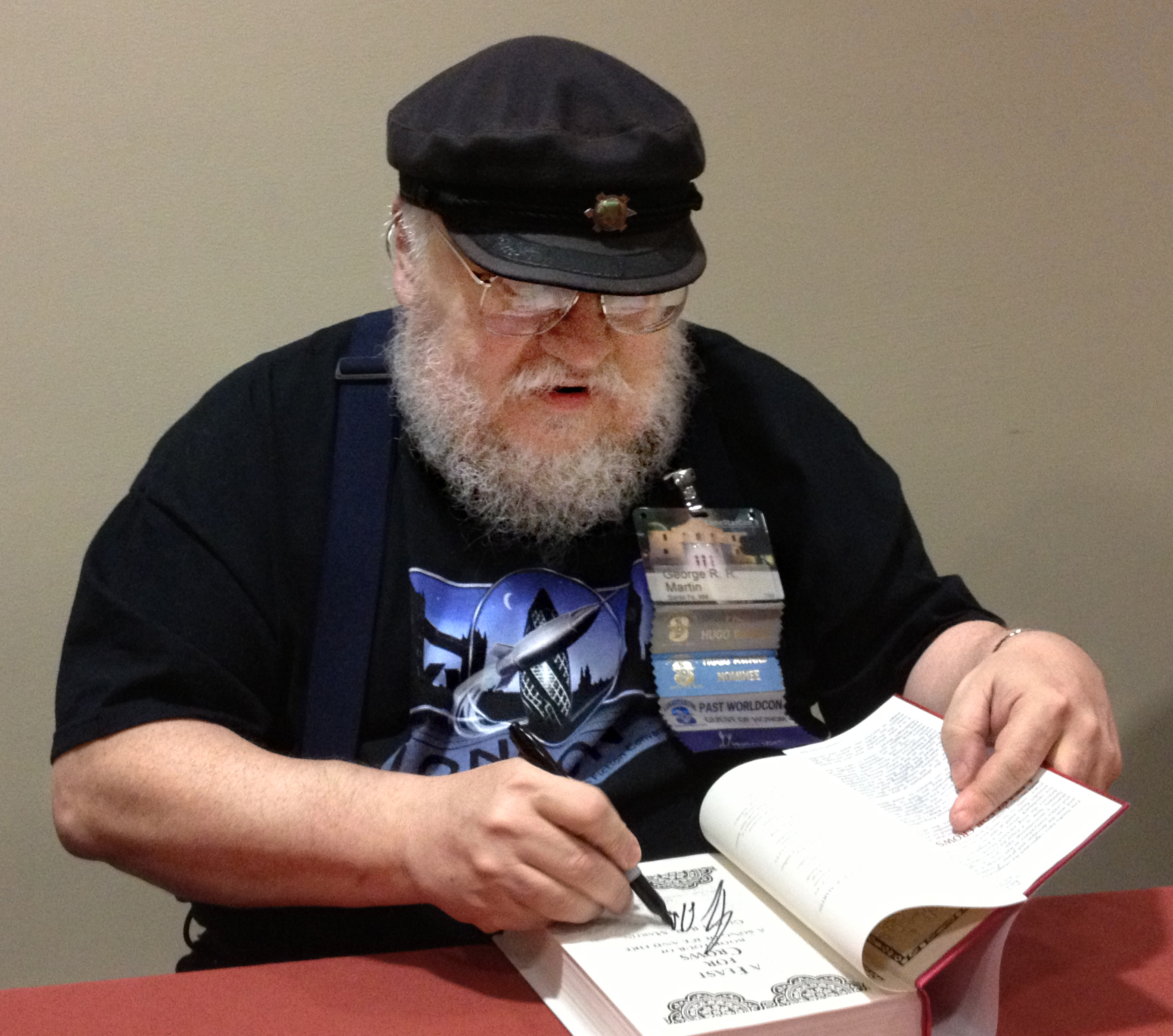
Martin mentre firma una copia di A Feast for Crows al LoneStarCon 3 di San Antonio nel 2013

Sebbene Il banchetto dei corvi sia stato il primo romanzo della serie a debuttare al primo posto della New York Times Best Seller list nella settimana del 27 novembre 2005, esso ricevette generalmente critiche più negative rispetto ai primi libri della saga.
La decisione di Martin di dimezzare i personaggi e le ambientazioni fu controversa, dal momento che molti critici ritennero che questa parte raccoglieva i personaggi a cui i lettori erano meno interessati. Publishers Weekly commentò che il romanzo non rappresentava la "quarta scena del primo atto" ma la "prima scena del secondo", dal momento che non avanzava tanto la storia quanto poneva le basi per il suo seguito, di cui «soffriva terribilmente la mancanza. I piccoli bocconcini sono succulenti ma in alcun modo soddisfacenti». Andrew Leonard di Salon.com scrisse nel 2011: «Non mi importa quanto sei bravo a scrivere: se sottrai i tuoi tre personaggi più forti dal tuo racconto, mini gravemente le basi per cui i lettori si sono appassionati alla tua storia in primo luogo. Non ha funzionato. Ma c'era pure una sensazione ne Il banchetto dei corvi che Martin avesse perso la sua strada. I personaggi le cui storie ha scelto di raccontare percorrono avanti e indietro un paesaggio devastato dalla guerra e [minacciato] dall'imminente inverno, ma non sembrano essere diretti in nessun luogo in particolare».
Remy Verhoeve del Wall Street Journal affermò nella recensione di Una danza con i draghi che il quinto volume avrebbe dovuto «rimediare a parte dei danni causati da Il banchetto dei corvi, che onestamente sembrava scritto da un ghostwriter a tratti». La scrittrice fantasy e di fantascienza Jo Walton criticò la scelta di introdurre così tanti nuovi personaggi per trattare le vicende delle Isole di Ferro e di Dorne, «alcuni per un solo capitolo, altri per due» e la scelta di posizionarli immediatamente a inizio volume, confondendo il lettore con punti di vista che ancora non conosce. Inoltre ritenne che Martin avrebbe fatto meglio ad attuare il salto temporale come inizialmente previsto, dal momento che gli eventi del romanzo le sono sembrati semplicemente funzionali alla trama: «Non avevamo bisogno di vederli e quello che ci serviva si sarebbe potuto raccontare a posteriori».
Tra i critici che valutarono positivamente il romanzo figurano Lev Grossman di TIME, che nella sua recensione a Il banchetto dei corvi ha soprannominato Martin «il Tolkien americano», lodando soprattutto la complessità, ambiguità e realismo dei personaggi che «lottano strenuamente nel fango per denaro e potere e brama e amore»; Polly Shulman, che sulle colonne di Newsday scrisse: «Il banchetto dei corvi è un'avventura frenetica, emozionalmente complessa e scritta magistralmente»; e Lisa Goldstein della rivista Locus, che pose il quarto volume al livello dei primi titoli della serie, «che significa che è a tutti gli effetti ben fatto».

### Premi e riconoscimenti
- Premio Locus – Candidatura come miglior romanzo fantasy, 2006
- Premio Hugo – Candidatura come miglior romanzo, 2006
- British Fantasy Award – Candidatura come miglior romanzo, 2006

## Edizioni
- George R. R. Martin, Il dominio della regina, traduzione di Sergio Altieri e Michela Benuzzi, Omnibus, Arnoldo Mondadori Editore, 2006,  p. 488.
- George R. R. Martin, Il dominio della regina, traduzione di Sergio Altieri e Michela Benuzzi, Oscar bestsellers, Arnoldo Mondadori Editore, 2007,  p. 488, ISBN 978-88-04-57235-0.
- George R. R. Martin, L'ombra della profezia, traduzione di Sergio Altieri e Michela Benuzzi, Omnibus, Arnoldo Mondadori Editore, 2007,  p. 476, ISBN 978-88-04-57257-2.
- George R. R. Martin, L'ombra della profezia, traduzione di Sergio Altieri e Michela Benuzzi, Oscar bestsellers, Arnoldo Mondadori Editore, 2008,  p. 476, ISBN 88-04-58323-1.
- George R. R. Martin, Il banchetto dei corvi, traduzione di Sergio Altieri e Michela Benuzzi, Urania - Le grandi saghe fantasy 5 (supplemento a Urania n. 1560), Arnoldo Mondadori Editore, 2010.
- George R. R. Martin, Il trono di spade 4 - Il dominio della regina, L'ombra della profezia, traduzione di Sergio Altieri e Michela Benuzzi, ed. Oscar Mondadori, Mondadori, 8 aprile 2014,  p. 852, ISBN 978-88-520-4937-8.
- George R. R. Martin, Il trono di spade. Libro quarto delle Cronache del ghiaccio e del fuoco, traduzione di Sergio Altieri e Michela Benuzzi, ed. Deluxe, Mondadori, 4 novembre 2014,  p. 860, ISBN 978-88-04-64550-4.